# Agelastes
Agelastes är ett litet fågelsläkte i familjen pärlhöns inom ordningen hönsfåglar. Släktet omfattar endast två arter som förekommer i västra och centrala Afrika:
- Kalkonpärlhöna (A. meleagrides)
- Svart pärlhöna (A. niger)